# Kulturni četvrtak u Sesvetama
U mjesecu listopadu 2001. godine (18. 10.) u Knjižnici Sesvete pokrenuta je tribina "Kulturni četvrtak u Sesvetama", koja se održava redovno svaki drugi četvrtak (tj. dva puta mjesečno) u prostoru čitaonice/galerije Oblok. U sklopu "Kulturnog četvrtka" održavaju se predstavljanja novih knjiga, časopisa, književni susreti, tribine i predavanja, te zasebni projekti "Hrvatska poezija danas", “Poezija u Sesvetama”, "Bliski susreti pjesničke vrste" i najmasovnije pjesničko okupljanje u Hrvatskoj "Sesvetski pjesnički maraton". Tribina je jedinstvena u istočnom dijelu grada zagreba i ima dobru suradnju s lokalnim školama i kulturnim institucijama. 
Osnivač i voditelj tribine je djelatnik knjižnice, književnik Ivan Babić.